# Stéphane Pizella
Ne doit pas être confondu avec Alfred Pizella.
Stéphane Pizella est un scénariste, écrivain, journaliste, poète et homme de radio français né Sylvestre Pisella le 15 avril 1909 à Corte en Corse et mort le 8 mars 1970 à Lamorlaye dans l'Oise.
Il se rendit célèbre durant les années 1950 et 1960 par ses séries d'émissions : Les Nuits du bout du monde, Ballades pour un Homme Seul, Dialogue avec ma mémoire, Moments Perdus, Méridienne, Demain se lèvera l'aurore.

## Biographie

### Famille
Le grand-père maternel de Pizella était Vittoriu Gianviti, notaire, écrivain et poète, né en 1871 et mort en 1942 (à Pietra-di-Verde, dans la région de la Castaniccia, en Corse) dont des œuvres figurent dans le Fonds corse de l'Université de Corse-Pasquale-Paoli de Corte en Corse.

### Journalisme
Il est reporter de 1932 à 1948 à « Détective », « Voilà », « Le Monde illustré »... et pendant l'Occupation de la France, il donne des articles à l'illustré pour la jeunesse  « Le Téméraire ». 

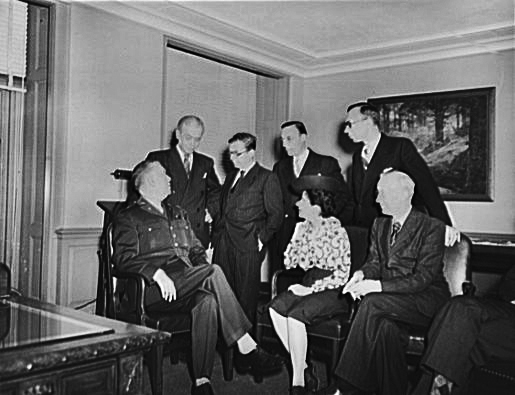
Visite de journalistes français au général George C. Marshall au Pentagone. De gauche à droite : le général Marshall (assis), Etiennette Benichon, Louis Lombard, Francois Prieur (debout), Jean-Paul Sartre, Stéphane Pizella et Pierre Denoyer, 1945

La fréquentation de grands professionnels tels Orson Welles ou Joseph Kessel l'inspire pour conter à la radio des récits comme Monsieur Arkadin et Tous n’étaient pas des anges, qu'il met en ondes entre 1955 et 1965 en précisant toujours l'origine des textes de ses émissions.
Il a suivi Jean-Paul Sartre aux États-Unis et fréquenté l'ami de celui-ci, l'écrivain et philosophe Paul Nizan (auteur de Aden Arabie) et son épouse Henriette (dite Rirette) née Halphen. Il a interviewé Antoine de Saint Exupéry très peu de temps avant le décès de celui-ci.

### Émissions de radio
Il produit et réalise des émissions de radio comme Musique sans passeport, Les Nuits du bout du monde, Moments perdus, Méridienne.

« Je retrouverai « Les Nuits du bout du monde », Stéphane Pizella m’emportera dans la taverne de Ling le Chinois ou sur un cargo mixte en route vers Le Cap. Du rêve avant le sommeil. »

— Paul Giannoli, Les gestes oubliés. Éditeur : Grasset (2002)

« Stephane, mon vieil ami des Nuits du bout du monde, que n'as-tu connu Rodrigues l'oubliée? »

— Yves Gomy,  Amertume in Chrysalide (Poèmes). Éditions Art et Poésie (1974)

« ... Nuits de l'Antongil./ Toutes les nuits de Pizella./Nuits salines./ Nuits de porcelaine déployée/ Dans la phosphorescence corallienne./... »

— Yves Gomy,  Nuits in Des mots dés (Poèmes). Éditions La Maison rhodanienne de poésie (1986)
Toutes ses émissions sont écrites et réalisées pour une programmation nocturne, entre 22 et 23 heures, instants propices au rêve, mais la grille des émissions de la RTF sur France II Régional (Inter Variétés) le place, pour la saison 1959-60, de 11 h 30 à 12 h. Pizella renomme alors son émission Méridienne. Suzanne David, son assistante de production, n'était autre que son épouse. L'acteur Jean Négroni dut pendant ses absences pour raison de santé lui prêter sa voix. Tous les génériques de ses émissions furent enregistrés par Claude Herval, speakerine de la radio nationale. Le féminin de « speaker » (speakerine) n'existant pas administrativement à la Radiodiffusion-Française, les femmes avaient le titre et la fonction de « speaker Radiodiffusion-Française », puis à partir de 1950 de « speaker RTF ». Cette profession aujourd'hui disparue ne pouvait être exercée qu'en ayant franchi les épreuves d'un concours national de haut niveau.
Parmi ses génériques musicaux, celui des Nuits du bout du Monde était un extrait de la suite symphonique de Ferde Grofé : Grand Canyon (plage no 4 Sunset, prise à 50 s) ; celui de Demain se lèvera l'aurore était quant à lui un mixage de Ainsi parlait Zarathoustra de Richard Strauss, pas encore popularisé à l'époque par le film de Stanley Kubrick, 2001 l'Odyssée de l'Espace. L'émission, Moments Perdus, qui ne dura qu'une saison, avait pour indicatif Till, un morceau signé Sigman-Danvers et interprété par l'orchestre de Roger Williams.
À cette liste de collaborateurs, il convient d'ajouter le nom de René Cambien qui fut longtemps son partenaire en tant qu'ingénieur du son/équilibriste. En effet, l'émission nocturne se déroulant en direct jusqu'en 1961, et le plus souvent de façon quasi improvisée, sans conducteur, il appartenait à ce technicien metteur en ondes de choisir selon la couleur du texte et l'humeur du moment une plage de disque à sa convenance et de créer ainsi des plages musicales, des respirations, des transitions, plus ou moins en connivence avec Stéphane Pizella. Il s'agissait donc d'une réalisation à deux, demandant pour le moins une grande entente tacite et une belle virtuosité technique, en fonction des moyens de l'époque.

## Filmographie

### Scenariste
- 1943 : Le Carrefour des enfants perdus de Léo Joannon
- 1944 : L'Île d'amour de Maurice Cam, coécrit avec Charles Exbrayat

## Publications
- Weidmann, le tueur ! Ses crimes, sa vie, ses « amis », Un reportage hallucinant de Stéphane Pizella, éditions La Technique du livre, 1939, 62 p.
- Dupetit-Thouars, le héros d'Aboukir (1942), éditions Denoël , 1942
- Les Nuits du bout du monde, éditions André Bonne, 1953
- Concerto pour une ombre, éditions André Bonne, 1956

### Poésie
- Ballades pour un homme seul, éditions André Bonne (1953)

« Il convient d'entrer dans la ville des Omeyades par l'antique royaume de Zénobie... 
Et ces ruines, il convient de les atteindre à l'heure imprécise où la dernière clarté du jour fuit... Ne pénétrez pas comme tout le monde au cœur du pays de Sem.... »

— Stéphane Pizella, Ballades pour un homme seul